# Лангенбретах
Лангенбретах (на немски: Langenbrettach) е община на река Бретах в Баден-Вюртемберг, Германия с 3733 жители (към 31 декември 2015).
Лангенбретах е образуван на 1 януари 1975 г. чрез сливането на Бретах и Лангенбойтинген в новата община Бретах-Лангенбойтинген и на 1 юли 1976 г. преименувана на Лангенбретах.
Бойтинген е споменат за пръв път 855 г. в Лоршкия кодекс като Butinga in Bretachgowe.